# El Covilar
El Covilar és un edifici de Sant Joan de les Abadesses (Ripollès) inclòs a l'Inventari del Patrimoni Arquitectònic de Catalunya.

## Descripció
Es tracta d'un edifici de planta rectangular, de dos pisos, amb una torre adossada a la cantonada nord-oest i una coberta a dues aigües. L'immoble està estructurat per diversos coberts, una pallissa, les corts, l'estatge i l'era, que uneix tots els elements.

## Història
És probable que Guillem de Cubilà fos qui hagués donat nom a la casa quan s'hi establí al segle xiii.
Possiblement, una modificació posterior aixecà el teulat, fet que eliminà l'esveltesa de la torre.
Al 1940 s'enderrocà una edificació (“La Fassina”) del conjunt, que segurament hauria estat destinada a la destil·lació de vi.